# Muzeum Kresów i Ziemi Ostrowskiej w Ostrowi Mazowieckiej
Muzeum Kresów i Ziemi Ostrowskiej im. Marzeny i Zbigniewa Banaszków w Ostrowi Mazowieckiej – prywatne muzeum w Ostrowi Mazowieckiej. Placówka mieści się w budynku Hotelu 17. Obecny hotel został ulokowany w budynku dawnego niemieckiego spichlerza wojennego, wybudowanego w 1941 roku na potrzeby zaopatrzenia frontu wschodniego.

## Historia
Placówka została otwarta w grudniu 2013 roku w obecności m.in. Adama Dobrońskiego – historyka i samorządowca, Henryka Łatkowskiego – zastępcy dyrektora Muzeum Wojska Polskiego w Warszawie, Andżeliki Borys – przewodniczącej Związku Polaków na Białorusi oraz Józefa Porzeckiego – prezesa Komitetu Ochrony Miejsc Polskich i Pamięci Narodowej na Białorusi. Początkowo nosiło nazwę Muzeum Garnizonu i Ziemi Ostrowskiej w Ostrowi Mazowieckiej, jednak po kilku wizytach na Białorusi jego właściciel postanowił zmienić nazwę na Muzeum Kresów i Ziemi Ostrowskiej.  
Wystawa stała muzeum poświęcona jest historii jednostek wojskowych stacjonujących na terenie powiatu ostrowskiego, począwszy od XIX wieku do czasów współczesnych. Część eksponatów pochodzi z kolekcji lokalnego krajoznawcy i miłośnika historii, Andrzeja Mierzwińskiego. Wśród eksponatów znajdują się pamiątki po:
- powstańcach styczniowych
- jednostkach armii carskiej: 23 Niżowskim Pułku Piechoty, 24 Symbirskim Pułku Piechoty, 6 Brygadzie Artylerii
- jednostkach polskich okresu I wojny światowej: 5 Pułku Piechoty Legionów i jednostkach Polnische Wehrmacht
- jednostkach Wojska Polskiego II Rzeczypospolitej: Szkole Podchorążych Piechoty, 18 Pułku Artylerii Lekkiej, pułkach Piechoty Legionów: 7, 8 i 9, pułkach piechoty: 71, 77 i 86, 84 Pułku Strzelców Poleskich, 85 Pułku Strzelców Wileńskich oraz 5 Pułku Strzelców Podhalańskich
- ostrowskim Obwodzie AK „Opocznik”
- oddziałach powojennego antykomunistycznego ruchu oporu
- jednostkach Ludowego Wojska Polskiego.

Ponadto w muzeum prezentowana jest ekspozycja historyczna ukazująca dzieje ziemi ostrowskiej począwszy od czasów średniowiecza po II wojnę światową.
Muzeum jest obiektem całorocznym czynnym codziennie. Wstęp jest płatny. Placówka organizuje również historyczne wycieczki tematyczne.